# Слова и музыка (фильм, 1984)
«Слова и музыка» (фр. Paroles et Musique) — французский кинофильм 1984 года.

## Сюжет
Героиня Катрин Денев — Марго — переживает семейную драму. Её муж, писатель, покидает страну, жену и двоих детей, в погоне за творческим вдохновением. Будучи энергичной женщиной средних лет, работающей в сфере шоу-бизнеса, она пытается вернуть душевный покой, полностью отдавшись работе. Её новый проект — подбор молодых талантливых музыкантов. Происходит так, что Марго должна найти замену отсутствующим исполнителям для выступления на концерте в Лондоне и её выбор падает на двух молодых музыкантов Мишеля и Джереми (Ришар Анконина и Кристофер Ламберт). Талантливые исполнители полностью оправдали её творческие планы. Но, приняв предложение выступить в Лондоне, потеряли свой стабильный заработок в кафе и вынуждены искать новое место работы. По окончании вечеринки сотрудников, принимающих участие в молодёжном проекте, Джереми берется проводить Марго.

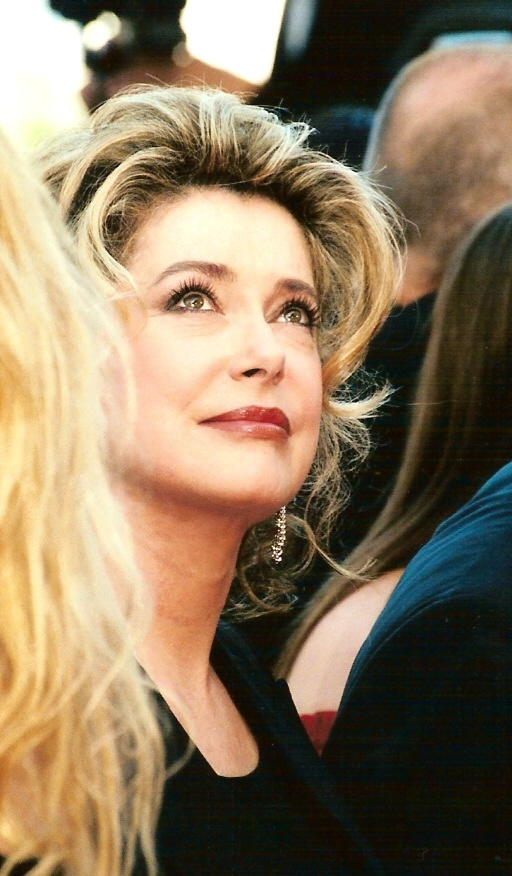

Между ними возникает роман. Мишель, в это же время, знакомится с привлекательной девушкой Каринн. Творчество дуэта молодых музыкантов оказывается под влиянием со стороны их романтических увлечений. Мишель в лице своей новой подруги обретает преданную поклонницу, верящую в его музыкальный талант. Джереми, в свою очередь, все больше сил и энергии отдает своей возлюбленной в ущерб профессиональной карьере и творческим планам. Марго также страдает от невозможности сделать выбор между своей любовью и семьей. Джереми, обессилевший от недоедания и ранних пробуждений, в конце концов, провалил очередное прослушивание и в болезненном состоянии остался на несколько дней у Марго, раскрывая тем самым любовную связь перед знакомыми, детьми и, следовательно, перед мужем Марго. После разоблачения сначала её дети, а затем и сама Марго улетают в Америку. В это же время Мишелю удалось пройти в одиночку прослушивание. Он приступил к записи альбома при поддержке Каринн в студии её отца. Возвращается Джереми, все начинает налаживаться. Но Джереми снова одолевает любовная тоска, и Мишель, как истинный друг, покупает билет на самолёт в Америку. План Мишеля удается. Джереми встречается с Марго и её семьей, понимает что слова о любви закончились и осталась только музыка, возвращается в Париж полный творческих сил и надежд.

## В ролях
- Катрин Денёв — Марго
- Ришар Анконина — Мишель
- Кристофер Ламберт — Джереми
- Дейл Хэдон — Каринн
- Доменик Лаванан — Флоранс
- Шарлотта Генсбур — Шарлотта[1]
- Ник Манкузо — Питер

## Награды и номинации

### Номинации
| Премия «Сезар»                                               | Премия «Сезар» |
| ------------------------------------------------------------ | -------------- |
| 1985                                                         |                |
| Лучшая работа композитора за музыку к фильму (Мишель Легран) |                |

## Саундтрек
1. From the Heart (04:20)
2. We Can Dance (03:50)
3. One More Moment (ouverture) (00:50)

Instrumental
1. Human Race (04:30)
2. Theme (3) (01:10)
3. One More Moment (02:30)
4. Leave It to Me (03:54)
5. Theme (12) (01:10)
6. I’m With You Now (03:55)
7. Psychic Flash (05:05)

## Интересные факты
- Фильм снимался в Монреале, провинция Квебек (Канада) и Париже (Франция). Поэтому актёрский состав состоял из французских и канадских актёров[2].
- В оригинальной французской версии, вместо голосов поющих Кристофера Ламберта и Ришара Анконина, мы слышим голоса певцов Гая Томаса как Джереми и Терри Лаубера как Мишеля[3].
- Кристофер Ламберт, когда начинал подготовку к «Грейстоку», встретил актрису на восемь лет старше. Короткий роман Ламберта был похож на сценарий «Слов и музыки», в котором героиня, будучи старше героя, в конце концов, оставляет его.
- В 2004 году по идее Шураки в России режиссёром Иваном Солововым был снят свой вариант фильма «Слова и музыка», где Денёв заменила Вера Сотникова.